# Вилхелм фон Тегетоф
Барон Вилхелм фон Тегетоф (Марибор, 23. децембар 1827 — Беч, 7. април 1871) је био аустријски адмирал који је командовао аустријском северноморском флотом током Другог шлезвичког рата 1864. и Аустријско-пруског рата 1866. Сматран једним од најистакнутијих поморских заповедника XIX века, Тегетоф је био познат по својим иновативним тактикама и инспиративном водству. По његовом презимену је тегет боја добила име.